# I Choose
I Choose är en singel av det amerikanska punkrockbandet The Offspring. Singeln blev inte lika populär som bandet hade hoppats på och när de skulle släppa Greatest Hits-albumet valde de att inte ta med denna singel, fastän de tagit med nästan alla de andra singlarna som de hade släppt under årens gång. "I Choose" innehåller en referens till J.D. Salingers korta berättelse A Perfect Day for Bananafish:
| ”                                                        | Look at me I'm swollen, Like a bananafish now, I'm never gonna make it, Make it out of my hole, But I keep on laughing, Doesn't really matter, There's dozens other reasons for reclaiming my soul. | „ |
| – Delar av texten till låten "I Choose" av The Offspring | |   |

Musikvideon, som är regisserad av Dexter Holland, utspelar sig på en flygplats. En skatare dyker upp i bild, bärandes på en väska. När väskan sedan undersöks i flygplatsens säkerhetskontroll ser det ut som det ligger en bomb inuti väska, men det är istället en förstorad klocka (liknande en sådan Flavor Flav brukar ha på sig). Bandet skämtar om detta på deras Greatest Hits DVD. De säger att det hade varit en omöjlighet att spela in denna video i dagsläget, då säkerheten på flygplatserna har höjts märkbart sedan 11 september-attackerna. De tycker dock att detta är en av de bättre musikvideor som de har spelat in.

## Låtlista
Alla låtar är skrivna och komponerade av The Offspring, om inte annat anges. 
| Nr | Titel                     | Längd |
| -- | ------------------------- | ----- |
| 1. | I Choose                  | 3:54  |
| 2. | All I Want (live-version) | 2:02  |
| 3. | Mota                      | 2:55  |